# Battaglia di Leyte
La battaglia di Leyte (in filippino: Labanan sa Leyte; in lingua waray-waray: Gubat ha Leyte; in giapponese: レイテの戦い?) si svolse tra 17 ottobre e il 31 dicembre 1944, nell'ambito della guerra del Pacifico durante la seconda guerra mondiale, tra le forze statunitensi, sotto il comando del generale Douglas MacArthur, e le forze armate imperiali giapponesi, poste agli ordini del generale Tomoyuki Yamashita, per il possesso dell'isola filippina di Leyte. L'operazione, il cui nome in codice era King Two, faceva parte della campagna delle Filippine attuata dagli Alleati per riconquistare l'arcipelago, occupato dalle truppe giapponesi durante un'altra lunga campagna fra il 22 dicembre 1941 e il 6 maggio 1942.

## Antefatti
Le Filippine furono oggetto di conquista da parte del Giappone per via della loro posizione strategica, che permetteva il controllo dei traffici marittimi tra l'arcipelago nipponico e il Borneo e l'isola di Sumatra da cui provenivano risorse importanti per lo sforzo bellico come gomma e petrolio. Per gli Stati Uniti, la cattura delle Filippine è stato un passo fondamentale per isolare l'Impero giapponese dalle zone di occupazione in Cina meridionale e nel resto del Pacifico del sud. È stata anche una questione personale per MacArthur: due anni prima, ad un mese dalla caduta dell'arcipelago, il presidente Franklin Roosevelt ordinò al generale di lasciare le Filippine, nell'intento di radunare le forze statunitensi del Pacifico centrale nelle basi in Australia. Da allora, MacArthur ha sempre insistito sul fatto che era un obbligo morale per gli Stati Uniti liberare il prima possibile l'arcipelago. Nel marzo 1944 venne ordinato a MacArthur di pianificare un'invasione delle Filippine meridionali, da attuare prima della fine dell'anno, a cui avrebbe dovuto seguire uno sbarco anfibio nell'isola principale di Luzon ad inizio 1945. A luglio, Roosevelt incontrò MacArthur e l'ammiraglio Chester Nimitz alle Hawaii, dove fu deciso di attuare il piano e impossessarsi dei campi d'aviazione nell'arcipelago, indispensabili per il proseguimento delle campagne militari contro il Giappone.
Nell'estate del 1944, le portaerei della 3ª Flotta statunitense, al comando dell'ammiraglio William Halsey, effettuarono con successo azioni aeree sopra l'arcipelago filippino, trovando carente la resistenza giapponese. Halsey consigliò quindi un attacco diretto su Leyte, annullando altre operazioni già pianificate e posticipando la data di invasione a ottobre.

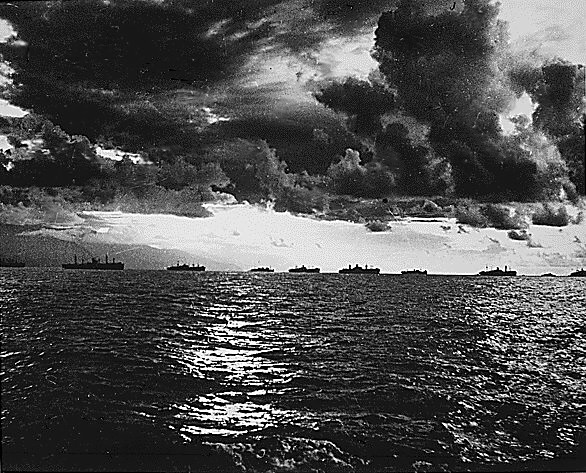
Forze anfibie statunitensi al largo di Leyte, ottobre 1944

Leyte è una delle isole più grandi delle Filippine, ci sono numerose zone con acque profonde e spiagge di sabbia che offrono un territorio perfetto per gli sbarchi anfibi e rifornimenti veloci. Le strade e le pianure che si estendono nell'entroterra offrono la possibilità di una rapida avanzata per la fanteria e le divisioni corazzate, le pianure danno la possibilità di costruire campi d'aviazione da cui le forze aeree statunitensi possono colpire basi e aeroporti giapponesi su tutte le Filippine.
Una catena montuosa di origine vulcanica, ricoperta da una foresta molto fitta, divide l'isola da nord a sud in due zone. Il territorio più vasto dell'isola, detto Leyte Valley, si estende dalla costa settentrionale lungo tutta la costa orientale dove vi è concentrata la maggior parte delle città e infrastrutture stradali dell'isola. La zona occidentale, detta Ormoc Valley, è collegata all'altra parte dell'isola da una sola strada (l'Autostrada 2) che parte dalla città di Palo sulla costa est, giunge al porto di Ormoc sulla costa ovest, continua a sud verso la città di Baybay, e poi si congiunge ad Abuyog all'Autostrada 1, che termina sullo stretto di San Juanico. La parte meridionale dell'isola era ampiamente poco sviluppata. Le vette della catena di montagne raggiungono appena i 1 500 m, ma le forme frastagliate, le grotte e gli anfratti offrirono eccellenti posizioni difensive alle truppe giapponesi. Infine, a causa del periodo dell'anno scelto per le operazioni, le truppe, i piloti e unità logistiche dovettero affrontare anche le piogge monsoniche.
La popolazione di Leyte era di oltre 900 000 persone, per lo più contadini e pescatori; si supponeva che questi avrebbero favorito le truppe statunitensi dato che molti dei residenti erano già entrati a far parte della guerriglia locale nonostante la dura repressione giapponese a cui la popolazione civile era sottoposta. I servizi segreti statunitensi stimavano il numero delle truppe giapponesi su Leyte a circa 20 000 uomini, in gran parte facenti parte della 16ª Divisione al comando del tenente generale Shiro Makino.

## Schieramenti

### Alleati

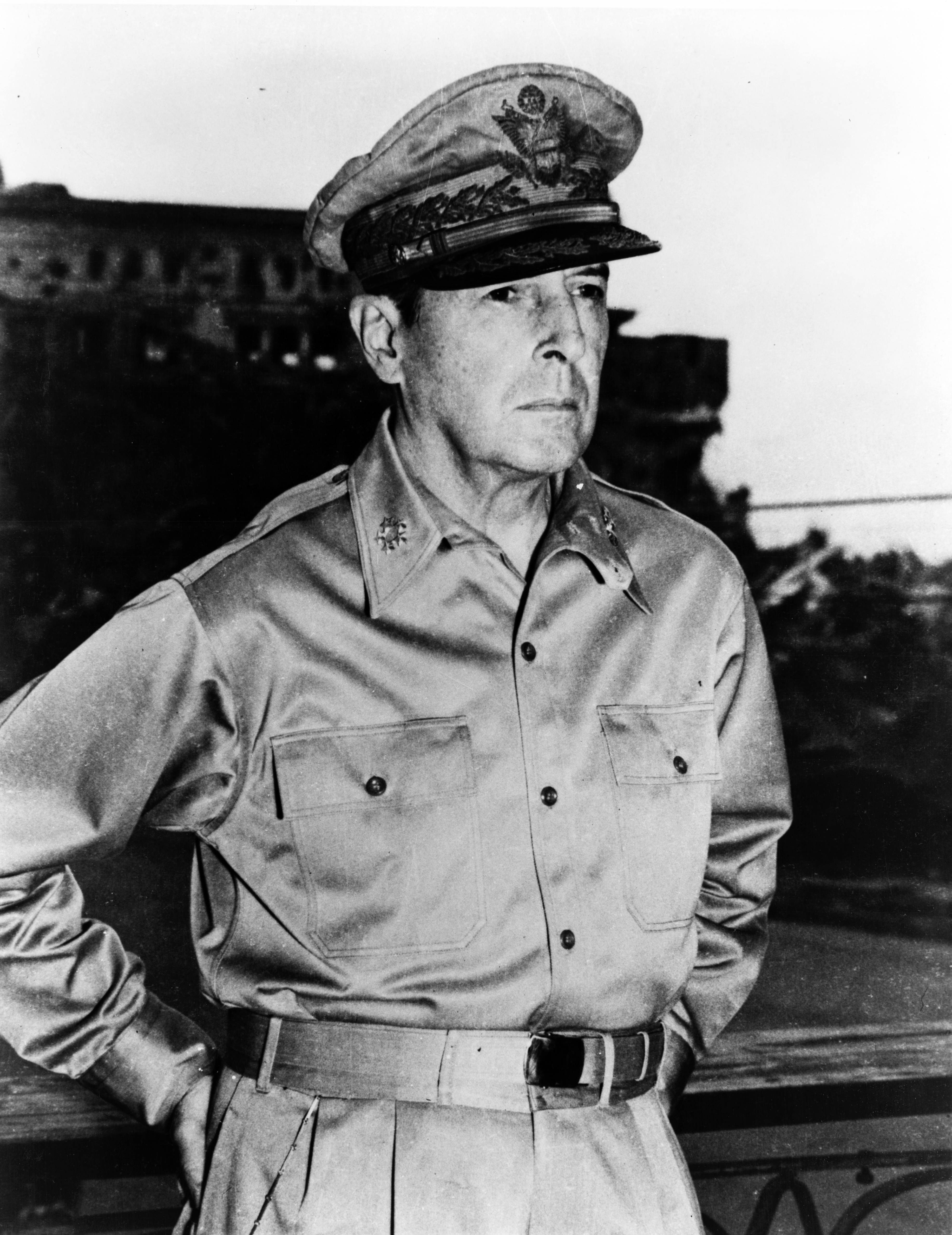
Generale Douglas MacArthur, 1945

L'invasione di Leyte fu il più grande sbarco anfibio effettuato dagli Stati Uniti e dai loro alleati nel teatro del Pacifico. A capo delle operazioni fu messo il generale MacArthur, in qualità di capo di tutte le forze aeree, terrestri e navali del Pacifico centrale e meridionale. Le forze aeronavali a sostegno delle truppe da sbarco consistevano principalmente della 7ª Flotta statunitense, sotto il comando del viceammiraglio Thomas C. Kinkaid, composta da 701 navi, di cui 127 da guerra, il cui incarico era di trasportare e supportare lo sbarco dello truppe sull'isola. Un gruppo della Royal Australian Navy, distaccato presso la 7ª Flotta, disponeva di cinque navi da guerra, tre navi da sbarco e cinque navi ausiliarie. La 6ª Armata dell'Esercito degli Stati Uniti, sotto il comando del tenente generale Walter Krueger, era la principale forza di combattimento, consistente in due Corpi d'Armata di due divisioni ciascuno. Il X Corpo del maggiore generale Franklin C. Sibert comprendeva la 1ª Divisione di Cavalleria e la 24ª Divisione di Fanteria, ad esclusione del 21º Reggimento di Fanteria, il quale agiva come unità autonoma. Il XXIV Corpo d'Armata, guidato dal maggiore generale John R. Hodge, includeva la 7ª Divisione di Fanteria e alcuni reggimenti della 96ª Divisione di Fanteria. La 32ª, la 77ª Divisione di Fanteria e il 381º Reggimento di Fanteria della 96ª Divisione erano disposti come forze di riserva. Unità supplementari, fra cui il 6º Battaglione Ranger, avevano il compito di garantire il controllo di isole periferiche e di guidare le forze da sbarco e il supporto di fuoco delle navi da guerra sulle spiagge dello sbarco. Il nuovo Army Service Command della 6ª Armata, con a capo il maggiore generale Hugh J. Casey, era responsabile della logistica della testa di ponte, ossia rifornire le unità a terra, costruire o migliorare strade e aeroporti. In tutto, il generale Krueger aveva sotto il suo comando circa 200 mila uomini. Su Leyte, circa 3 mila guerriglieri filippini, al comando del tenente colonnello Ruperto Kangleon, erano pronti ad aiutare le forze da sbarco attaccando le retrovie giapponesi.
La missione della 6ª Armata era di occupare Leyte in tre fasi. La prima avrebbe avuto inizio il 17 ottobre, tre giorni prima dell'assalto principale, a circa 80 km a est delle spiagge dello sbarco, con l'occupazione di tre isole da cui guidare gli sbarchi sulla zona orientale del golfo di Leyte. La seconda parte, chiamata A-Day, doveva svolgersi il 20 ottobre, durante la quale il X e il XXIV Corpo sarebbero sbarcati su spiagge separate, sulla costa orientale dell'isola, il primo a nord, il secondo 24 km più a sud. Il X Corpo avrebbe preso Tacloban e il suo campo d'aviazione a nord della testa di ponte, per rendere sicuro lo stretto tra Leyte e l'isola di Samar, quindi si sarebbe diretto attraverso la Leyte Valley fino alla costa settentrionale. Il compito del XXIV Corpo era quello di assicurare la parte meridionale della vallata per costruire un campo d'aviazione e creare una base per il supporto logistico. Nel frattempo, il 21º Reggimento avrebbe garantito il controllo dello stretto tra Leyte e Panaon. Nella terza fase, i due corpi d'armata avrebbero preso strade separate attraverso le montagne per togliere ai giapponesi la Ormoc Valley e la costa occidentale dell'isola. Allo stesso tempo, dovevano occupare l'avamposto sull'isola di Samar a 60 km a nord di Tacloban.
Ordine di battaglia
- Area del Pacifico sud-occidentale (generale Douglas MacArthur)[26]
  - 7ª Flotta (viceammiraglio Thomas C. Kinkaid)
    - Forza d'Attacco delle Filippine Centrali (Task Force 77) (viceammiraglio Thomas C. Kinkaid)
    - Forza d'Attacco Settentrionale (Task Force 78) (contrammiraglio Daniel E. Barbey)

Trasportava il X Corpo d'Armata
- Forza d'Attacco Meridionale (Task Force 79) (viceammiraglio Theodore Stark Wilkinson)

Trasportava il XXIV Corpo d'Armata
- Forze Aeree Alleate (tenente generale George Kenney)

- 5ª Forza Aerea
- 13ª Forza Aerea

- 6ª Armata (tenente generale Walter Krueger)

- X Corpo d'Armata (tenente generale Franklin Sibert)

Task Force 78
- 24ª Divisione di Fanteria "Taro" (maggior generale Frederick A. Irving)

Sbarcata a Red Beach, il settore sinistro
- 19º Reggimento di Fanteria
- 34º Reggimento di Fanteria

- 1ª Divisione di Cavalleria (maggior generale Verne D. Mudge)

Sbarcata a White Beach, il settore destro
- 5º Reggimento di Cavalleria
- 7º Reggimento di Cavalleria (in riserva)
- 12º Reggimento di Cavalleria

- XXIV Corpo d'Armata (tenente generale John R. Hodge)

Task Force 79
- 7ª Divisione di Fanteria "Bayonet" (maggior generale Archibald V. Arnold)

Sbarcata a Yellow Beach e Violet Beach, settore sinistro
- 17º Reggimento di Fanteria
- 32º Reggimento di Fanteria
- 184º Reggimento di Fanteria

- 96ª Divisione di Fanteria "Deadeye" (maggior generale James L. Bradley)

Sbarcata a Blue Beach e Orange Beach, settore destro
- 381º Reggimento di Fanteria
- 382º Reggimento di Fanteria
- 383º Reggimento di Fanteria

- 20º Gruppo Corazzato (settore destro)
- 503º Reggimento di Fanteria Paracadutista (settore destro)
- 11ª Divisione Aviotrasportata "Artic Angels" (maggior generale Joseph M. Swing, settore destro)

- Riserve

- 32ª Divisione di Fanteria "Red Arrow" (maggior generale William H. Gill)
- 77ª Divisione di Fanteria "Statue of Liberty" (maggior generale Andrew D. Bruce)
- 381º Reggimento di Fanteria (96ª Divisione di Fanteria)

### Giapponesi

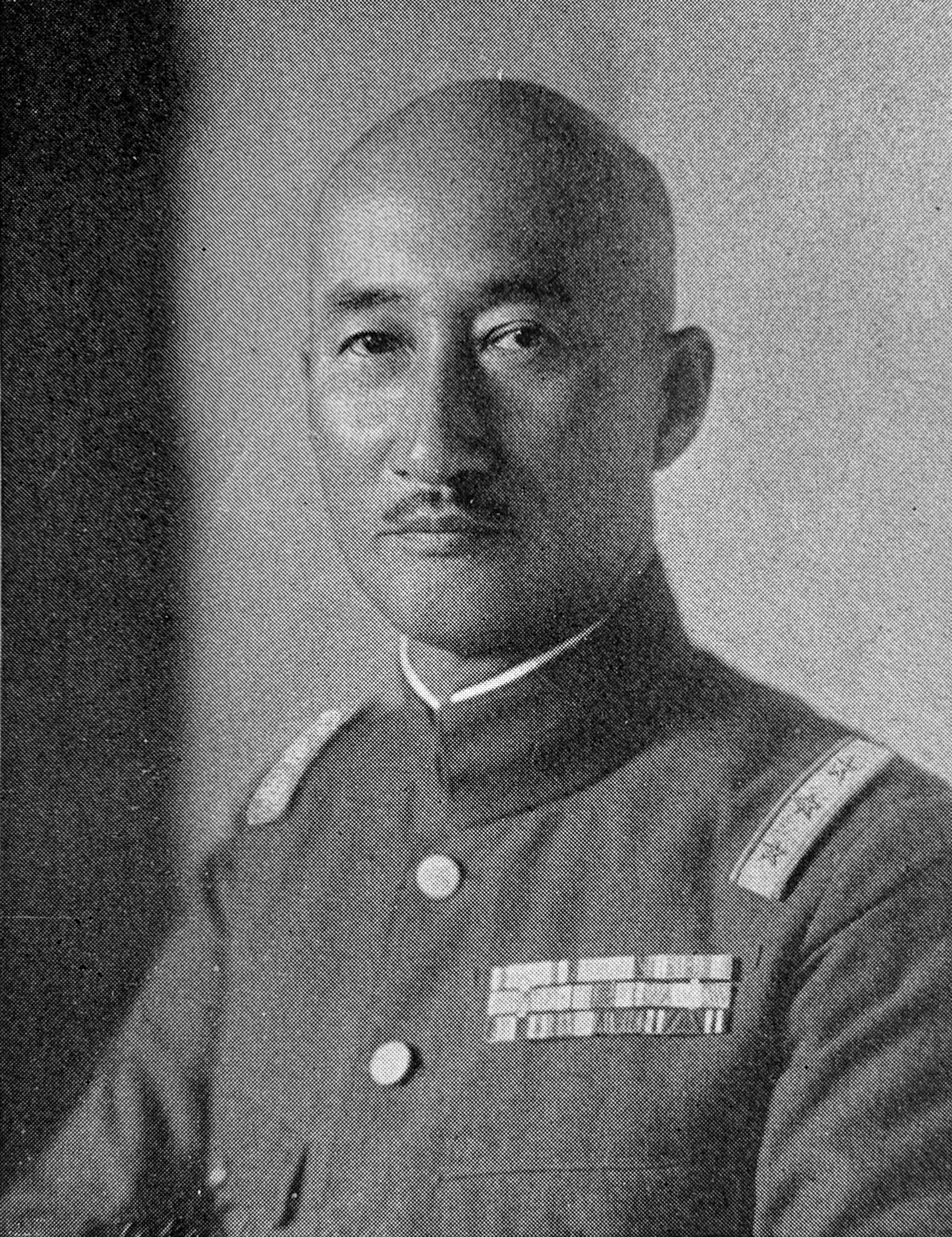
Generale Hisaichi Terauchi

L'Esercito imperiale giapponese, secondo le stime dei servizi segreti statunitensi, poteva contare su 20 000 uomini, inquadrati nella 16ª Divisione di Fanteria. Con il proseguire della battaglia, le truppe giapponesi aumentarono fino a raggiungere le 55 000 unità.
Ordine di battaglia
- Gruppo d'Armate Meridionale[26] (Asia sudorientale, feldmaresciallo Hisaichi Terauchi con base a Manila)
  - Forze Aeree
    - 5ª Forza Aerea della Marina (viceammiraglio Kinpei Teraoka con base a Formosa)
    - 4ª Armata Aerea dell'Esercito (tenente generale Kyoji Tominaga con base a Manila)

  - 14ª Armata (generale Tomoyuki Yamashita)
    - XXXV Corpo d'Armata (tenente generale Sosaku Suzuki)
    - Forze di Difesa di Leyte
      - 16ª Divisione (tenente generale Shiro Makino)
        - 9º Reggimento di Fanteria
        - 20º Reggimento di Fanteria
        - 33º Reggimento di Fanteria
        - 22º Reggimento d'Artiglieria
        - 16º Reggimento del Genio
        - 34º Comando Settore Aereo
        - Forze di Terra della Marina

## La battaglia

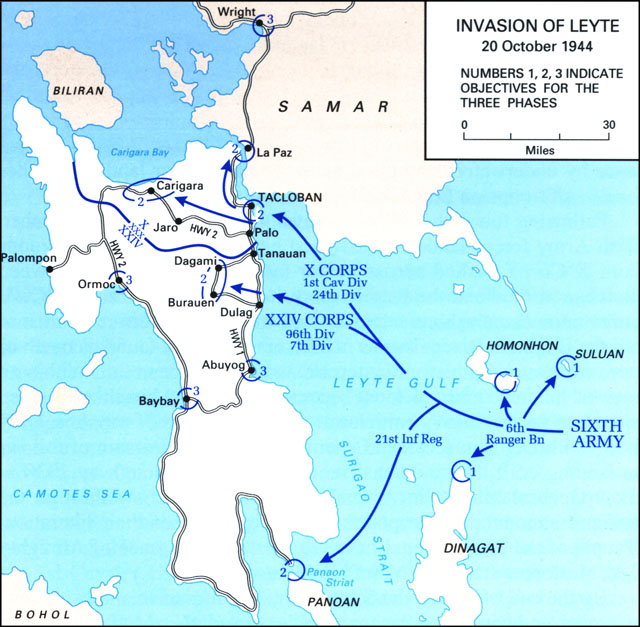
Piano per l'invasione di Leyte, 20 ottobre 1944

### Gli sbarchi
Le operazioni preliminari per l'invasione di Leyte iniziarono all'alba del 17 ottobre con le operazioni di sminamento e l'approdo del 6º Battaglione Ranger su tre piccole isole nel Golfo di Leyte. Anche se in ritardo a causa di una tempesta, i Ranger giunsero sull'isole di Suluan e di Dinagat per le 08:05. Su Suluan, dispersero un piccolo gruppo di giapponesi e distrussero una stazione radio, mentre su Dinagat non incontrarono resistenza. Il giorno successivo, la terza isola, Homonhon, fu occupata senza opposizione. Su Dinagat e su Homonhom, i Ranger procedettero con l'installazione di luci di navigazione per le navi da sbarco che sarebbero arrivate tre giorni dopo. Nel frattempo, le forze speciali subacquee rivelarono che le spiagge designate per lo sbarco su Leyte erano libere da ostacoli per le truppe d'assalto. Tre giorni dopo, il 20 ottobre, il 21º Reggimento di Fanteria sbarcò presso lo stretto di Panaon, per prendere il controllo dell'ingresso alla baia di Sogod, nell'area meridionale dell'isola di Leyte.
Quello stesso giorno – l'A-Day – dopo quattro ore di pesante fuoco navale, la 6ª Armata sbarcò alle ore 10:00 sulle spiagge assegnate. Il X Corpo giunse su un tratto di 6 km e mezzo di spiaggia tra il campo d'aviazione di Tacloban e il fiume Palo. 24 km più a sud, il XXIV Corpo sbarcò su una linea di costa lunga quasi 5 km tra San José e il fiume Daguitan. Le truppe ebbero difficoltà di pari livello dovute al terreno paludoso e alla resistenza dei giapponesi. Nel giro di un'ora, in molti settori gli statunitensi si erano assicurati teste di ponte abbastanza salde da poter far affluire veicoli pesanti e grandi quantità di rifornimenti. Solo nel settore della 24ª Divisione le forze giapponesi obbligarono i mezzi da sbarco a deviare dalla loro rotta verso la spiaggia. Tuttavia anche questo settore, alle 13:30, era stato reso sicuro abbastanza da consentire al generale MacArthur di fare il suo ingresso trionfale sbarcando da un mezzo anfibio su Red Beach e annunciando al popolo filippino l'inizio della loro liberazione: "Popolo delle Filippine, sono tornato! Per grazia di Dio onnipotente, le nostre forze sono di nuovo sul suolo filippino".

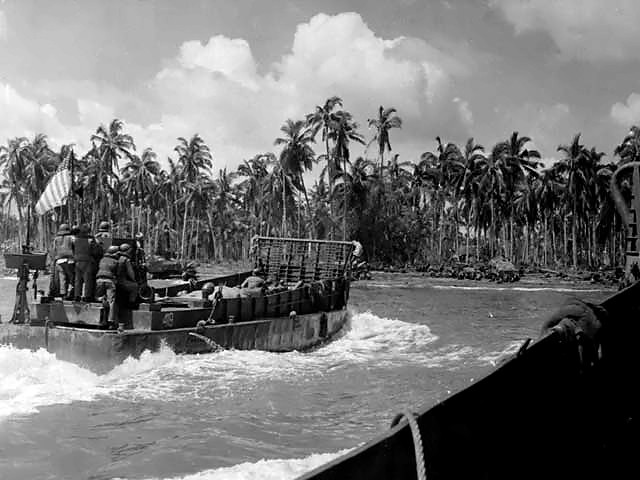
Operazioni di sbarco a Leyte

Entro la fine della giornata, la 6ª Armata era penetrata di 1 km e mezzo nell'entroterra per un'ampiezza di circa 6 km e controllava lo stretto di Panaon. Nel settore del X Corpo d'Armata, la 1ª Divisione di Cavalleria aveva preso il controllo del campo d'aviazione di Tacloban e la 24ª Divisione di Fanteria aveva occupato la cima del rilievo designato Collina 522, sovrastante la propria zona di sbarco. Nel settore del XXIV Corpo, la 96ª Divisione di Fanteria aveva preso il controllo delle pendici della collina Catmon, mentre la 7ª Divisione aveva preso la città di Dulag e il vicino campo d'aviazione, obbligando il generale Makino a spostare il suo posto di comando di 16 km nell'entroterra, a Dagami.
Il primo giorno terminò quindi con una vittoria statunitense al costo di 49 morti, 192 feriti e 6 dispersi. I giapponesi tentarono un contrattacco con il favore delle tenebre nel settore Red Beach contro la 24ª Divisione, ma senza successo.

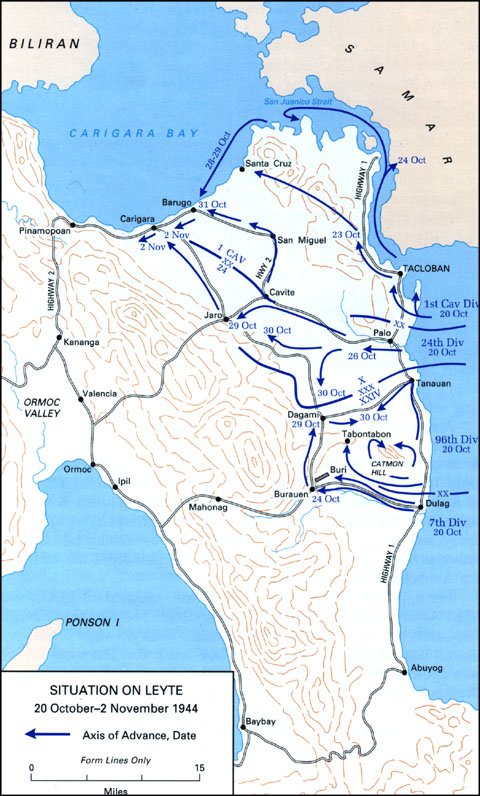
Avanzata dal 20 ottobre al 4 novembre 1944

### Campagna della Leyte Valley
Nei giorni seguenti, la 6ª Armata fece notevoli passi avanti, grazie anche ad una difesa giapponese sporadica e disorganizzata. La 1ª Divisione di Cavalleria del maggior generale Verne Mudge si assicurò il controllo del capoluogo Tacoblan, il 21 ottobre, e la Collina 215 il giorno seguente. Il 23 ottobre il generale MacArthur, con un cerimonia, ripristinò formalmente il governo civile filippino. Lo stesso giorno, la 1ª e la 2ª Brigata di Cavalleria avviarono un'azione preventiva atta ad impedire il contrattacco giapponese dalle zone montuose al centro dell'isola, dopodiché alla 1ª Brigata fu ordinato di proseguire con l'avanzata. L'8º Reggimento di Cavalleria mise piede sull'isola di Samar, prendendo il controllo dello stretto di San Juanico.

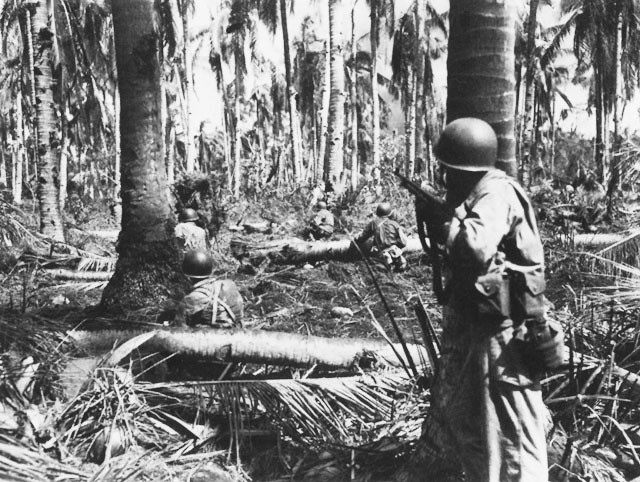
Soldato statunitense durante i combattimenti a Leyte

Sul fianco sinistro del X Corpo, la 24ª Divisione di Fanteria del maggior generale Frederick Irving incontrò una forte resistenza nipponica. Dopo parecchi giorni e notti di duro combattimento il 19º e il 34º Reggimento di Fanteria ampliarono la propria testa di ponte, uccidendo circa 800 giapponesi, e presero il controllo dell'altura che domina l'ingresso settentrionale della Leyte Valley. Il 1º novembre, dopo una settimana di combattimenti, un reggimento di fanteria e uno di corazzati, supportati da fuoco d'artiglieria, avanzarono nella valle fino a giungere in vista della costa nord e del porto di Carigara, occupato il giorno dopo dalla 2ª Brigata di Cavalleria dopo che il generale Suzuki aveva ordinato il ripiegamento. Nel suo cammino attraverso la Valle di Leyte la 24ª Divisione aveva inflitto quasi 3 000 vittime ai giapponesi. Questi progressi lasciarono ai nipponici soltanto il controllo di un solo porto, quello di Ormoc City, sulla costa occidentale.

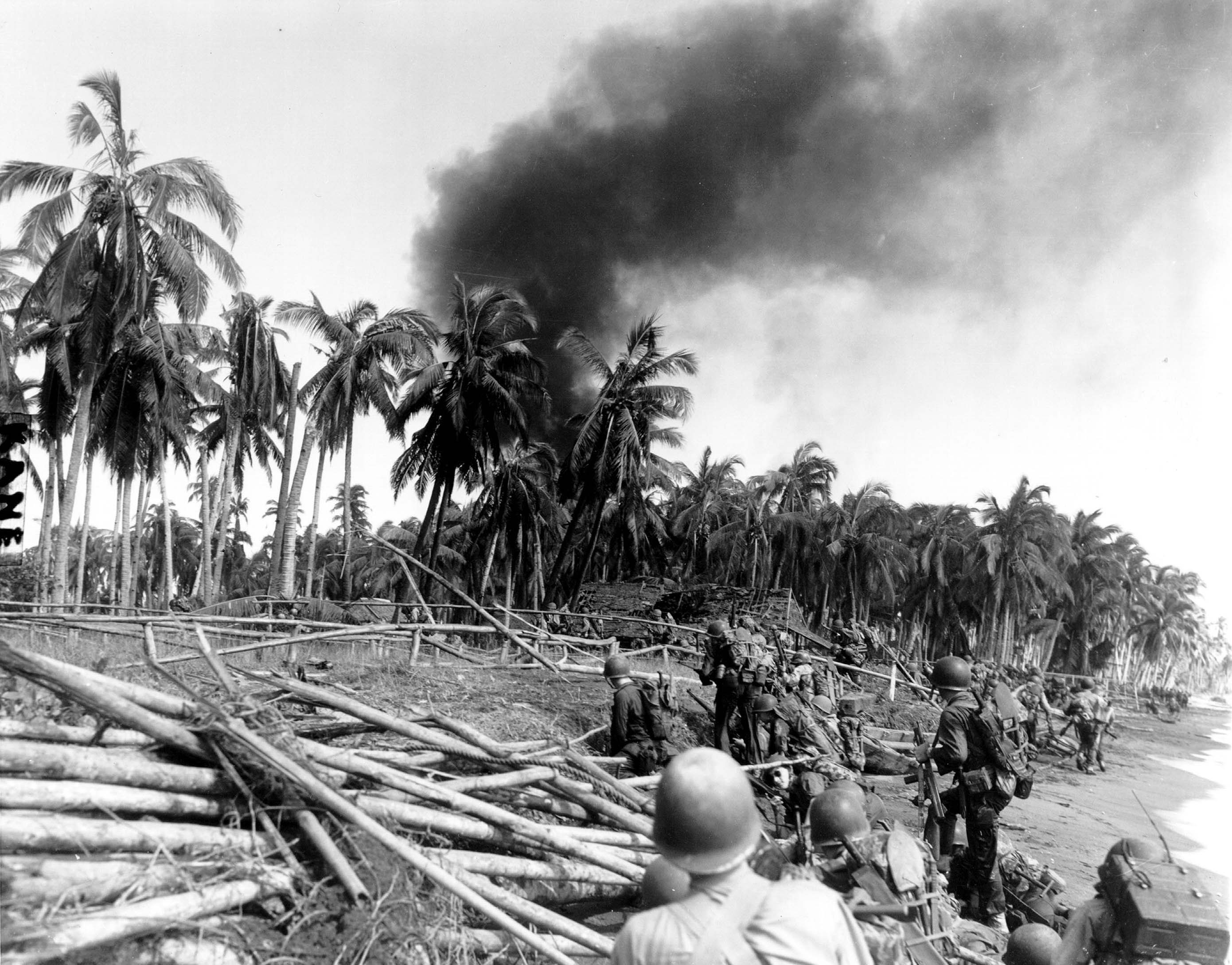
Soldati della 1ª Divisione di Cavalleria, 20 ottobre 1944

Dalla testa di ponte del XXIV Corpo d'Armata, il generale Hodge mandò due divisioni nella Leyte Valley meridionale, dove erano presenti quattro campi d'aviazione e un centro di approvvigionamento di grandi dimensioni. Il maggior generale James Bradley, al comando della 96ª Divisione di Fanteria, doveva prendere la collina Catmon, un promontorio di 430 m sul livello del mare. Esso era il punto geografico più alto tra le due teste di ponte e venne utilizzato dai giapponesi come punto d'osservazione per indirizzare il fuoco d'artiglieria sui mezzi da sbarco il giorno dell'invasione. Sotto l'incessante copertura di artiglieria e cannoni navali, le truppe di Bradley si fecero strada attraverso le paludi a sud e ad ovest dell'altura fino a capo Labiranan. Dopo un lungo scontro di tre giorni, il 28 ottobre, il 382º Reggimento di Fanteria prese la base principale dei giapponesi a Tabontabon, circa 8 km all'interno, uccidendo circa 350 uomini. Contemporaneamente, due battaglioni del 381º e del 383º Reggimento di Fanteria avanzarono lentamente su lati opposti della collina Catmon, incontrando una feroce resistenza. Quando la cima della collina fu presa, il 31 ottobre, gli statunitensi avevano superato un totale di 53 casematte, 17 grotte usate come nascondigli e diverse posizioni di artiglieria pesante.
Sul fianco sinistro del XXIV Corpo, la 7ª Divisione di Fanteria sotto il comando del maggior generale Archibald Arnold si spostò nell'entroterra per occupare i quattro campi d'aviazione giapponese tra le cittadine di Dulag e Burauen, supportata dal 767º Battaglione Carri che spianò la strada alla fanteria. Il 21 ottobre, il 184º Reggimento di Fanteria occupò il campo d'aviazione di Dulag, mentre il 32º Reggimento liberò entrambe le rive del fiume Calbasag. Tra Burauen e Julita, il 17º Reggimento di Fanteria soppresse una resistenza fanatica, ma inutile, dei giapponesi che, nascosti in buchi di ragno, tentavano di fermare i carri armati attaccando cariche Satchel ai corazzati quando questi passavano loro accanto. Circa 2 km a nord, il 32º Reggimento uccise più di 400 giapponesi al campo d'aviazione di Buri. Mentre due battaglioni di fanteria del 184º Reggimento pattugliavano il fianco sinistro del corpo d'armata, il 17º Reggimento di Fanteria e il 2º Battaglione del 184º Reggimento si diressero verso Dagami, a 10 km a nord di Burauen. Usando i lanciafiamme per stanare i giapponesi dalle loro casematte e da un cimitero, le truppe statunitensi catturarono Dagami il 30 ottobre, costringendo il generale Makino ad evacuare nuovamente il suo posto di comando, stavolta diversi km più ad ovest. Nel frattempo, il 29 ottobre, il 2º Battaglione di Fanteria del 32º Reggimento, preceduto dalla 7ª Truppa da Ricognizione di Cavalleria, si spostò di 24 km a sud lungo la costa orientale, fino ad Abuyog per sondare la zona e, nel corso dei quattro giorni successivi, inviarono pattuglie verso ovest attraverso le montagne raggiungendo Baybay, senza incontrare alcuna resistenza.

### Contrattacchi giapponesi
Con 432 000 soldati giapponesi a disposizione nelle Filippine, il generale Yamashita decise che su Leyte si sarebbe tenuta la principale difesa dell'arcipelago. Il 21 ottobre, ordinò quindi al XXXV Corpo d'Armata di coordinarsi con la Marina imperiale per organizzare una battaglia decisiva. La 16ª Divisione venne rinforzata con la 30ª Divisione di Fanteria proveniente da Mindanao e sbarcata alla baia di Ormoc. La 102ª Divisione di Fanteria avrebbe occupato Jaro, dove si stavano dirigendo anche la 1ª e la 26ª Divisione di Fanteria. Al 25 ottobre, erano inoltre presenti su Leyte dei battaglioni della 55ª e della 57ª Brigata Mista Indipendente.
Con la 6ª Armata statunitense avanzata nell'entroterra di Leyte, i giapponesi contrattaccarono via mare e via cielo. Il 24 ottobre, circa 200 velivoli nipponici attaccarono da nord le teste di ponte e le navi statunitensi nell'area, ma una cinquantina di caccia americani contrattaccarono, affermando in seguito di aver abbattuto tra i 66 e gli 84 velivoli. Nei quattro giorni che seguirono, i raid aerei giapponesi continuarono giorno e notte, provocando gravi danni ai depositi di rifornimenti a riva e minacciando seriamente le imbarcazioni. Gli statunitensi risposero bombardando i campi d'aviazione e le navi giapponesi nelle isole vicine, a tal punto che per il 28 ottobre l'imminente minaccia di raid aerei nipponici cessò. A causa dei danni e delle perdite, i giapponesi tornarono alla carica con l'uso dei kamikaze, piloti votati al suicidio che utilizzava i propri aerei, carichi di carburante e bombe, come veri e propri proiettili scagliandosi deliberatamente contro le navi alleate. I bersagli designati furono le grandi imbarcazioni da trasporto e la loro flotta di scorta nel golfo di Leyte. I giapponesi riuscirono ad affondare il 25 ottobre una portaerei di scorta, la USS St. Lo, e a danneggiare gravemente molte altre navi. La St. Lo fu la prima importante nave da guerra affondata da unità kamikaze.

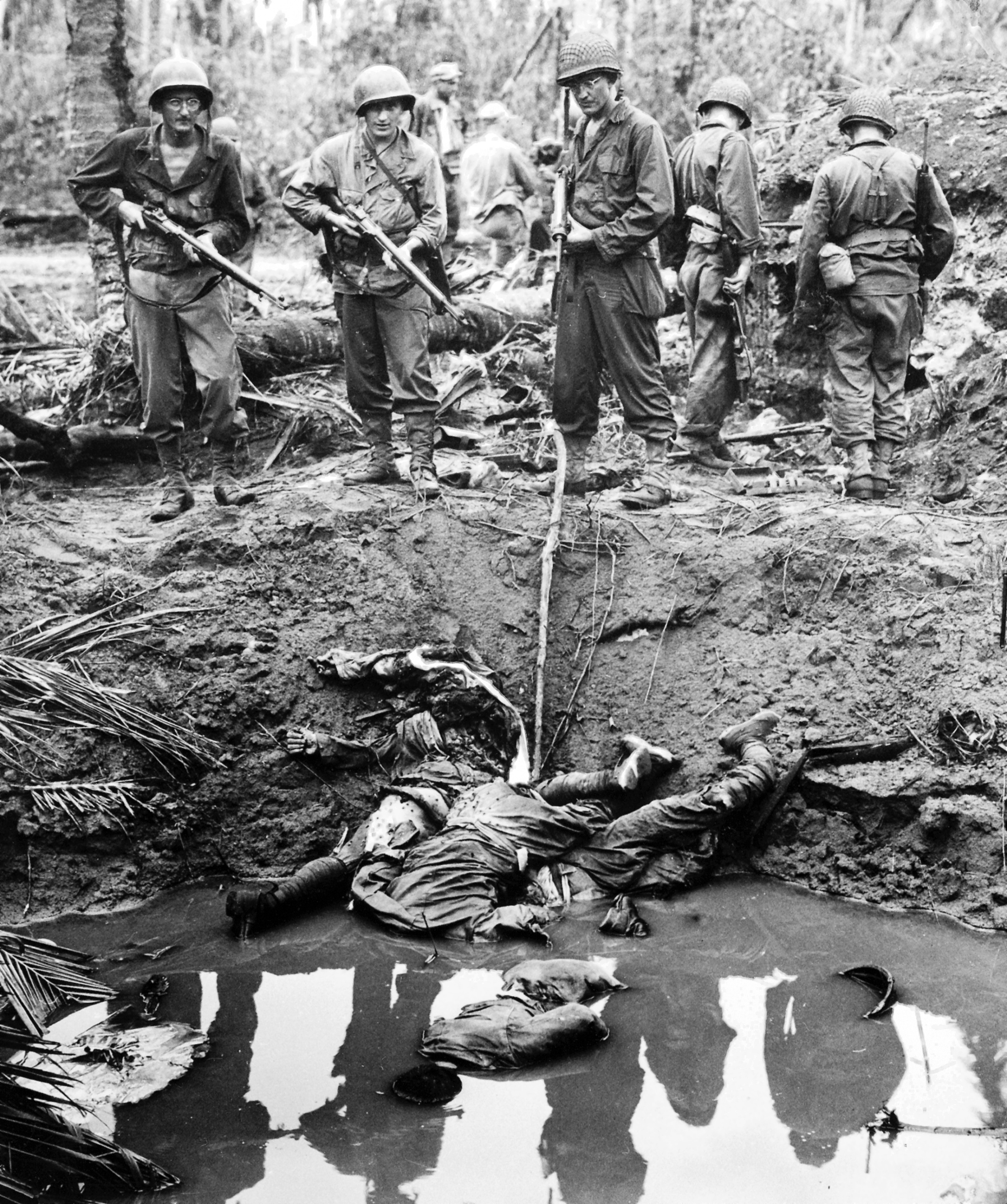
Soldati giapponesi uccisi durante gli scontri a Leyte

Il pericolo più grande per le forze statunitensi era la flotta nipponica. L'Alto Comando della Marina imperiale giapponese aveva deciso di inviare tutte le navi a disposizione a distruggere le forze della Marina statunitense a sostegno della 6ª Armata, creando così i presupposti per una battaglia navale che potesse essere decisiva per le sorti degli scontri nelle Filippine. Il piano giapponese prevedeva di attaccare in tre gruppi la flotta americana nel golfo. Il primo gruppo, che comprendeva quattro portaerei, seppur con pochi velivoli a bordo, doveva fungere da esca, attirando la 3ª Flotta statunitense a nord, lontano dal golfo di Leyte. Se l'esca avesse avuto successo, gli altri due gruppi, costituiti principalmente da navi di superficie pesantemente armate, fra cui la nave da battaglia Yamato, sarebbero giunte nel golfo da ovest per attaccare le navi di supporto rimaste così completamente isolate e alla mercé dei giapponesi.
Il 23 ottobre, la Marina statunitense rilevò la presenza del primo gruppo nipponico costituito dalle portaerei esca e cominciò immediatamente le manovre per ingaggiarlo, dando il via alla battaglia del Golfo di Leyte, il più grande scontro aeronavale della guerra del Pacifico, nonché una delle battaglie navali più grandi della storia. Si combatté per tre giorni dal 23 al 26 ottobre, concludendosi con una decisiva sconfitta giapponese che diminuì notevolmente la capacità nipponica di bloccare l'avanzata alleata verso l'arcipelago del Giappone. Indipendentemente dall'esito che si ebbe nello scontro navale, all'11 dicembre i giapponesi erano riusciti a portare su Leyte più di 34 000 soldati e oltre 9 000 tonnellate di materiale, principalmente attraverso il porto di Ormoc sulla costa occidentale dell'isola, nonostante le pesanti perdite inflitte ai convogli dalle continue missioni di interdizione da parte dell'Aviazione statunitense.

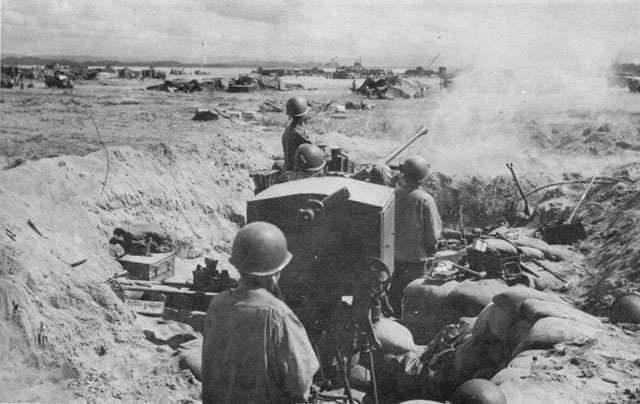
Cannone antiaereo statunitense disposto a protezione dell'aeroporto a Tacloban

### Avanzata verso la Ormoc Valley
I rifornimenti giapponesi crearono gravi problemi sia sul piano operativo a Krueger, sia sul piano strategico a MacArthur. Invece di passare alle operazioni di rastrellamento nella parte orientale di Leyte, la 6ª Armata dovette prepararsi a duri combattimenti sulle montagne sul lato occidentale dell'isola; in questi scontri gli statunitensi dovettero utilizzare anche le tre unità di riserva che già si trovavano sull'isola. Tutto questo ha portato a notevoli ritardi nelle operazioni del generale MacArthur per la campagna delle Filippine e nei piani di guerra nel pacifico del Governo americano.
La 1ª Divisione di Cavalleria e la 24ª Divisione di Fanteria di stanza a Carigara, il 2 novembre, riuscirono a sfondare le linee giapponesi dando nuovo slancio alla campagna alleata. Dopo diciassette giorni di combattimento, la 6ª Armata aveva conseguito tutti i suoi obiettivi della prima e della seconda fase, e anche uno degli obiettivi della terza fase, Abuyog. Solo un settore chiave, Ormoc sulla costa occidentale dell'isola, rimaneva in mani giapponesi.
Per occupare la Ormoc Valley, il generale Krueger aveva pianificato di utilizzare un movimento a tenaglia, con le forze del X Corpo in movimento verso sud attraverso le montagne e le unità del XXIV Corpo verso nord da Baybay, lungo la sponda occidentale dell'isola. Per superare la resistenza del nemico, soprattutto nella barriera montuosa a nord, Krueger mobilitò le sue forze di riserva, la 32ª e la 77ª Divisione di Fanteria, mentre MacArthur mandò in azione l'11ª Divisione Paracadutisti. La 21ª Squadra Combattente Reggimentale venne richiamata dalla zona di Panaon per ricongiungersi al resto della 24ª Divisione e fu sostituita da un battaglione di fanteria della 32ª Divisione. Il 3 novembre, il 34º Reggimento di Fanteria avanzò verso ovest da Carigara per rastrellare il resto della costa settentrionale prima di dirigersi a sud sulle montagne. Il 1º Battaglione presto venne attaccato da un crinale lungo l'autostrada. Supportato dal 63º Battaglione d'Artiglieria, eliminò l'unità giapponese sulla cresta e il 34º Reggimento continuò incontrastato verso la città di Pinamopoan per tutta la notte, riuscì a recuperare numerose armi pesanti abbandonate dal nemico e si fermò nel punto in cui la Autostrada 2 prosegue a sud verso le montagne.

### Battaglie di Breakneck Ridge e di Kilay Ridge

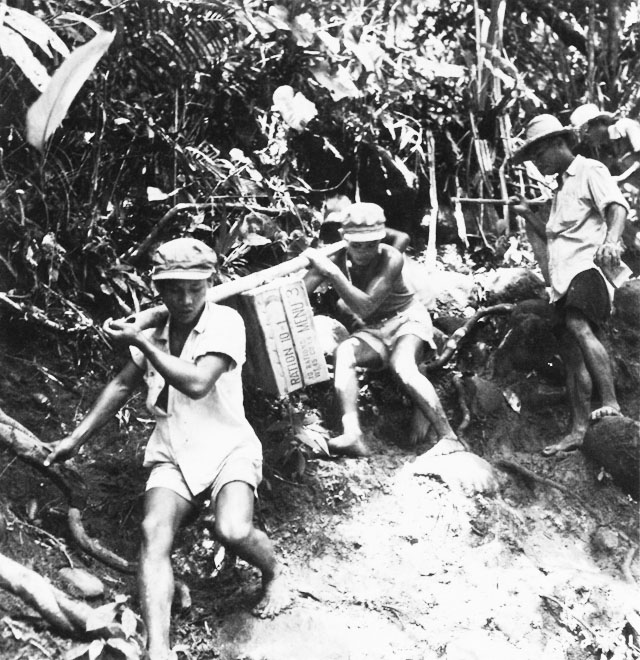
Volontari filippini della 12ª Divisione di Cavalleria

Il 7 novembre, il 21º Reggimento di Fanteria affrontò il suo primo scontro a fuoco su Leyte quando avanzò sulle montagne lungo l'Autostrada 2, vicino alla baia di Carigara. Il reggimento, con l'aiuto del 3º Battaglione di Fanteria del 19º Reggimento, finì contro la strenua difesa da parte della 1ª Divisione imperiale giapponese, anch'essa appena arrivata sull'isola e trinceratasi da est a ovest attraverso l'autostrada, in una fitta rete difensiva costituita da una rete di postazioni di combattimento realizzate con pesanti tronchi di legno, linee di trincee interconnesse e innumerevoli "buchi di ragno" in cui si nascondevano i soldati nipponici. Questo sistema difensivo divenne noto tra gli statunitensi come "Breakneck Ridge" ("Cresta Rompicollo") e tra i giapponesi come "Linea Yamashita". Il generale Krueger ordinò alla 1ª Divisione di Cavalleria di unirsi alla 24ª Divisione di Fanteria nell'attacco verso sud e al X e al XXIV Corpo d'Armata di bloccare le strade che portavano al gruppo montuoso centrale, anticipando il rinnovato attacco della 26ª Divisione di Fanteria del generale Suzuki. In aggiunta, il XXIV Corpo d'Armata poteva contare sulla 7ª Divisione di Fanteria a Baybay e Krueger aveva a disposizione la 32ª e la 77ª Divisione di Fanteria e l'11ª Divisione Paracadutista, che MacArthur aveva dispiegato su Leyte in previsione dell'invasione di Luzon.
Il tifone iniziato l'8 novembre e le forti piogge che seguirono nei giorni seguenti impedirono un'ulteriore avanzata statunitense. Nonostante la tempesta, che peggiorò notevolmente la situazione aggiungendo alle difese nemiche anche alberi caduti e frane di fango, creando inoltre notevoli ritardi nel trasporto degli approvvigionamenti, continuò il lento e faticoso attacco del 21º Reggimento, le cui compagnie dovevano spesso ripiegare per recuperare le colline che erano state già prese in precedenza e poi perdute. Gli americani infine presero le pendici della Collina 1525, situata 3 km ad est, consentendo al generale Irving di allungare le linee difensive giapponesi su un fronte di 6 km lungo l'Autostrada 2. Dopo cinque giorni di scontri contro le posizioni sulla collina, apparentemente inespugnabili, e due notti passate a respingere contrattacchi giapponesi, Irving decise di lanciare un attacco con un doppio aggiramento delle difese nipponiche.
Il 2º Battaglione del 19º Reggimento di Fanteria passò da est intorno alla Collina 1525, dietro il fianco destro giapponese, tagliando le linee di rifornimento lungo l'autostrada, 5 km a sud di Breakneck Ridge. Per prendere il fianco sinistro, a ovest, Irving inviò con un'operazione anfibia da Carigara il 1º Battaglione del 34º Reggimento, sotto il tenente colonnello Thomas E. Clifford, fino a un punto situato 3 km a ovest dell'Autostrada 2, da dove quest'ultima punta verso sud, ordinando al battaglione di avanzare poi nell'entroterra. La manovra anfibia fu eseguita con diciotto LVT del 727º Battaglione Trattori Anfibi. Dopo aver attraversato un crinale e il fiume Leyte, le truppe americane attaccarono il fianco sinistro dei giapponesi a meno di 300 m da "Kilay Ridge", l'altura più elevata dietro la zona di battaglia principale. Il 13 novembre, entrambi i battaglioni raggiunsero posizioni opposte a soli 900 m dall'Autostrada 2, nonostante la forte opposizione nipponica e le forti piogge. Gli statunitensi furono supportati dal 1º Battaglione del 96º Reggimento di Fanteria filippino, da una guida locale, che si autodefiniva "proprietario" di Kilay Ridge, e da altri filippini che trasportarono rifornimenti.
Furono necessarie due settimane di dura lotta nel fango e sotto la pioggia affinché gli uomini di Clifford sfondassero le linee giapponesi lungo la salita a Kilay Ridge. Il 2 dicembre, finalmente, il battaglione occupò la cima della collina e rapidamente la 32ª Divisione diede loro il cambio. Le unità al comando di Clifford subirono 26 morti, 101 feriti e 2 dispersi, a confronto dei più di 900 giapponesi morti nei combattimenti. Per il loro arduo impegno a Kilay Ridge e nelle zone adiacenti, i due battaglioni ricevettero la Presidential Unit Citation e i rispettivi comandanti Clifford e Spragins ricevettero la Distinguished Service Cross. Si dovette attendere il 14 dicembre affinché la 32ª Divisione di Fanteria ottenesse il totale controllo dell'area tra Breakneck Ridge e Kilay Ridge collegandosi con la 1ª Divisione di Cavalleria il 19 dicembre, mettendo le porzioni più difese dell'Autostrada 2, tra Carigara Bay e la Ormoc Valley, sotto il controllo del X Corpo d'Armata.
In tutta questa fase, gli sforzi statunitensi furono sempre più ostacolate da problemi logistici. Terreno montuoso e strade di impraticabili costrinsero le unità logistiche della 6ª Armata ad improvvisare colonne di rifornimenti con mezzi da sbarco della Marina, mezzi da sbarco cingolati, lanci aerei, trattori d'artiglieria, camion, anche carabao e centinaia di portatori volontari filippini a piedi nudi. Comprensibilmente queste difficoltà nei rifornimenti rallentarono l'avanzata, in particolare nelle montagne a nord e ad est della Ormoc Valley e successivamente lungo i crinali della Ormoc Bay.

### Battaglia di Shoestring Ridge
A metà novembre, il XXIV Corpo d'Armata aveva il 32º Reggimento di Fanteria, agli ordini del tenente colonnello John M. Finn, nell'area occidentale di Leyte e le unità rimaste della 7ª Divisione di Fanteria a protezione di Burauen, ma l'arrivo dell'11ª Divisione Paracadutisti, il 22 novembre, permise al generale Hodge di spostare a ovest il resto della 7ª Divisione. Nella notte del 23 novembre, improvvisamente il 32º Reggimento finì sotto attacco della 26ª Divisione giapponese lungo il fiume Palanas. Il 2º Battaglione del reggimento venne scacciato dalla Collina 918, ripiegando su una posizione difensiva lungo l'autostrada assieme alla propria artiglieria, che consisteva delle Batterie A e B del 49º Battaglione d'Artiglieria da Campo e della Batteria B dell'11º Battaglione Cannoni da 155 mm dei Marine. Il generale Arnold, in precedenza, aveva posizionato in riserva il 2º Battaglione del 184º Reggimento di Fanteria, proprio per utilizzarlo nell'evenienza di un contrattacco come questo. Inoltre, un plotone di carri armati del 767º Battaglione Carri fu posizionato a Damulaan e la Batteria C del 57º Battaglione Artiglieria da Campo giunse il giorno successivo. La notte del 24 novembre, l'attacco giapponese rese inutilizzabili quattro pezzi d'artiglieria da 105 mm della Batteria B e, in conseguenza all'attacco, Arnold inviò in prima linea il 2º Battaglione, sotto il comando del tenente colonnello Finn. La battaglia difensiva di "Shoestring Ridge" ("Cresta Pochisoldi"), pendio soprannominato così per riflettere la situazione di scarsi rifornimenti, continuò fino al 29 novembre, quando le truppe statunitensi furono in grado di riprendere in mano l'azione offensiva. Nei falliti attacchi notturni, i giapponesi, agli ordini del colonnello Saito, avevano impiegato sei interi battaglioni.

### La battaglia sui crinali
Il generale Arnold infine cominciò l'avanzata su Ormoc con una tattica originale. La notte del 4 dicembre, veicoli del 776º Battaglione Carri Anfibi furono messi in mare e si diressero a sud, lungo la costa, posizionandosi a ovest di Balogo. Il 5 dicembre, i carri anfibi si avvicinarono fino a 180 m dalla spiaggia e spararono sulle colline di fronte all'avanzata del 17º e 184º Reggimento di Fanteria. Questa tattica si dimostrò efficace, disorganizzando i giapponesi tranne dove le truppe di terra incontrarono sacche di resistenza sui pendii rivolti verso l'entroterra, protetti quindi dal fuoco dal mare. La 7ª Divisione si spinse verso nord con due reggimenti che incontrarono fuoco pesante giapponese proveniente dalla Collina 918, sovrastante l'intera costa fino a Ormoc. Per l'8 dicembre, le forze statunitensi avevano preso la Collina 918, 380, 606, più i crinali circostanti. Al 12 dicembre, il battaglione d'avanguardia del generale Arnold era a meno di 16 km da Ormoc.

### La battaglia per i campi d'aviazione
Mentre il generale Arnold si avvicinava ad Ormoc, il 6 dicembre i giapponesi eseguirono un attacco a sorpresa al campo d'aviazione di Buri con la 16ª Divisione, assieme a 250 paracadutisti della 2ª Brigata Incursori, detti i Paracadutisti di Takachiho. In quel momento, l'11ª Divisione Paracadutista, comandata dal generale Joseph May Swing, era a difesa dell'area di Burauen. I giapponesi volevano riprendere i campi d'aviazione orientali di Leyte per usarli a loro vantaggio. Durante il lancio, i paracadutisti giapponesi furono "fatti a pezzi dalle unità antiaeree e di artiglieria da campo", secondo la testimonianza di un ufficiale d'artiglieria statunitense.
Malamente coordinati, con solo un battaglione della 26ª Divisione di Fanteria giapponese in grado di raggiungere il campo di battaglia, l'attacco nipponico portò loro solamente qualche arma abbandonata che fu poi usata contro gli stessi statunitensi nei quattro giorni successivi. L'11ª Divisione Paracadutista, supportata dal 149º Reggimento della 38ª Divisione di Fanteria e dal 382º Reggimento della 96ª Divisione di Fanteria, oltre a gruppi radunati con difficoltà da unità di servizio e supporto, riuscì a bloccare l'assalto giapponese e a ribaltare l'inerzia del scontro per il 9 dicembre. Riuscendo a danneggiare solo pochi rifornimenti statunitensi, a distruggere solo alcuni velivoli e solo a ritardare la costruzione di infrastrutture strategiche, gli attacchi giapponesi ai campi d'aviazione fallirono nel minare significativamente la campagna militare alleata su Leyte. Il generale Suzuki ordinò il ripiegamento in modo da poter affrontare lo sbarco statunitense ad Ormoc, tuttavia, con solo 200 uomini rimasti, la 16ª Divisione cessò di fatto di esistere.

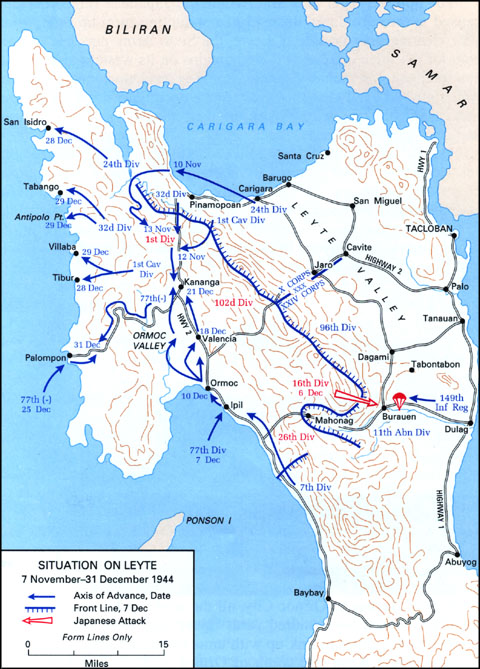
La situazione su Leyte tra il 7 novembre e il 31 dicembre 1944

### La presa di Ormoc
Nel frattempo, nell'area occidente di Leyte, il XXIV Corpo d'Armata ricevette rinforzi il 7 dicembre, con lo sbarco a sud di Ormoc della 77ª Divisione di Fanteria del maggior generale Andrew D. Bruce. La divisione aveva nei propri ranghi il 305º e il 307º Reggimento di Fanteria, i quali giunsero a riva alle ore 07:00 senza opposizione, supportati da una compagnia del 776º Battaglione Carri Anfibi. Tuttavia, il convoglio navale dell'ammiraglio Arthur D. Struble fu attaccato da 55 aerei kamikaze in 16 incursioni ma, nonostante ciò, la 77ª Divisione sbarcò con successo e il suo arrivo si dimostrò decisivo. Essa permise alla 7ª Divisione di riprendere la marcia verso nord e con essa schiacciarono le forze giapponesi poste tra le due.
Procedendo verso nord, la 77ª Divisione si trovò di fronte ad una strenua opposizione presso Camp Downes, che prima della guerra era una stazione di polizia. Supportate dal neoarrivato 306º Reggimento di Fanteria, più il 902º e il 305º Battaglione d'Artiglieria da Campo, le truppe di Bruce presero Camp Downes il 9 dicembre e procedettero oltre, entrando ad Ormoc il 10 dicembre. La 7ª e la 77ª Divisione di Fanteria si incontrarono poi il giorno seguente.
Nella spinta finale, gli statunitensi uccisero circa 1 500 giapponesi, facendo solo sette prigionieri, subendo a loro volta 123 morti, 329 feriti e 13 dispersi. Occupata Ormoc, il XXIV e il X Corpo d'Armata erano distanti circa 25 km. Tra di loro, presso Cogan, vi era l'ultimo saliente tenuto dai giapponesi, le cui difese erano realizzate attorno ad un fortino in cemento, a nord di Ormoc, e tenuto dal 12º Reggimento Indipendente di Fanteria nipponico che resistette per altri due giorni. Il 14 dicembre, il 305º Reggimento di Fanteria chiuse la sacca sul fortino, aiutato da uno sbarramento di artiglieria pesante e impiegando lanciafiamme e bulldozer corazzati. Il combattimento corpo a corpo e la leadership del capitano Robert B. Nett, che per questo ricevette la Medal of Honor, portarono la Compagnia E, del 2º Battaglione del 305º Reggimento di Fanteria, a liberare l'area del fortino sotto un fuoco intenso dei giapponesi, i quali però infine subirono diverse perdite.

### La marcia verso la costa occidentale
Presa Ormoc, la 77ª Divisione catturò il campo d'aviazione di Valencia 11 km più a nord, il 18 dicembre, e proseguì sempre verso settentrione per collegarsi con le unità del X Corpo d'Armata. Quello stesso giorno, il generale Sibert ordinò alla 1ª Divisione di Cavalleria di puntare verso sud. Il 12º Reggimento di Cavalleria uscì così dall'area montuosa seguendo una pista fino all'Autostrada 2, seguendo poi il fuoco del 271º Battaglione Artiglieria da Campo che colpiva, man mano che avanzavano, la strada per 5 km prima che passassero i soldati. A nord della Ormoc Valley, la 32ª Divisione incontrò una strenua opposizione da parte della 1ª Divisione giapponese, sempre lungo l'autostrada, dopo essersi diretta anch'essa a sud, aver superati Kilay Ridge ed essere entrata in un fitta foresta che limitò loro la visuale e favorì i difensori. Utilizzando lanciafiamme, bombe a mano, fucili e baionette, gli statunitensi si fecero largo di poche centinaia di metri per ogni giorno di combattimento, tanto che, dopo cinque giorni di scontri, il 126º e il 127º Reggimento di Fanteria erano avanzati di appena 1,5 km. Quando le pattuglie del 12º Reggimento di Cavalleria e del 306º Reggimento della 77ª Divisione di Fanteria si incrociarono il 21 dicembre, la manovra a tenaglia della 6ª Armata sulla Ormoc Valley fu completata.
Mentre la 77ª e la 32ª Divisione convergevano sulla valle, l'11ª Divisione Paracadutisti del maggior generale Joseph M. Swing si era spostata, da est, sui passi montani dei pendii centrali. Con le postazioni difensive ben stabilite nella parte meridionale della valle di Leyte tra il 22 e il 24 novembre, il 511º Reggimento di Fanteria Paracadutista si spinse ancora più a ovest, sulle montagne, il 25 novembre. Dopo una dura avanzata, il reggimento raggiunse Mahong, 16 km a ovest di Burauen, il 6 dicembre, lo stesso giorno in cui i paracadutisti giapponesi atterrarono sui campi d'aviazione di Buri e San Pablo. Il 16 dicembre, il 2º Battaglione del 32º Reggimento di Fanteria aveva fatto progressi lenti ma costanti sui pendii partendo dalla Baia di Ormoc per incontrarsi con il reggimento paracadutista e supportarlo verso ovest. Il 23 dicembre, dopo sporadici scontri con i difensori giapponesi sulle creste montuose e nelle grotte, gli uomini della 7ª Divisione incontrarono le truppe del 2º Battaglione, 187º Reggimento di Fanteria Alianti, il quale era passato oltre il 511º Reggimento per completare la manovra, che portò al completo annientamenro della 26ª Divisione di Fanteria giapponese.
Il generale Bruce aprì la strada per Palompon inviando lungo la strada a ovest il 2º e il 3º Battaglione del 305º Reggimento di Fanteria, con il supporto di unità corazzate, il 22 dicembre. Il 302º Battaglione del Genio seguì subito dopo, riparando e rinforzando i ponti per i corazzati, per l'artiglieria e per i veicoli con i rifornimenti. Le unità d'assalto avanzarono rapidamente attraverso sporadici attacchi giapponesi fino a che non incontrarono una forte opposizione a circa 13 km da Palompon. Per riprendere l'inerzia dell'avanzata, Bruce inviò il 1º Battaglione del 305º Reggimento di Fanteria in uno sbarco anfibio dal porto di Ormoc a quello di Palompon. Con il supporto del fuoco di mortaio da imbarcazioni di supporto della 2ª Brigata Speciale Genieri e dal fuoco dei cannoni da 155 mm del 531º Battaglione d'Artiglieria da Campo, la fanteria sbarcò alle ore 07:20 del 25 dicembre e rese sicuro il piccolo villaggio costiero in appena quattro ore.
Venuto a sapere della presa dell'ultimo porto che rimasto in mani giapponesi, il generale MacArthur sentenziò la fine della resistenza organizzata dei nipponici su Leyte. Il 26 dicembre, mentre gli statunitensi completavano la liberazione delle ultime aree in mano ai giapponesi, MacArthur trasferì il controllo operativo sulle isole di Leyte e di Samar all'8ª Armata. Nell'area settentrionale, nel frattempo, le forze statunitensi compivano rapidi progressi contro truppe giapponesi disorganizzate e oramai prive della volontà di combattere. La 1ª Divisione di Cavalleria raggiunse la costa il 28 dicembre, proprio mentre la 24ª Divisione occupava le ultime posizioni giapponesi nell'estrema area nordoccidentale dell'isola, per incontrare, due giorni dopo, le pattuglie della 32ª Divisione. Tuttavia, i difensori giapponesi continuarono a combattere come unità fino al 31 dicembre, mentre gli ultimi irriducibili si arresero solo nel marzo 1945.

## Conseguenze
La campagna per l'isola di Leyte fu la prima e più decisiva operazione nella riconquista statunitense delle Filippine. Le perdite giapponesi nella campagna furono pesanti: l'Esercito perse quattro divisioni e diverse altre unità combattenti mentre la Marina subì la perdita di 26 navi da guerra, 46 vascelli da trasporto e centinaia di navi mercantili. Gli scontri, inoltre, ridussero la capacità aerea dell'Esercito giapponese nelle Filippine di oltre il 50%. Circa 250 000 uomini rimanevano ancora a Luzon, ma le perdite nel supporto aeronavale a Leyte ridussero le opzioni in mano al generale Yamashita, costretto ora ad una difesa passiva di Luzon, la più grande e importante isola dell'arcipelago. Di fatto, una volta persa la battaglia decisiva per Leyte, i giapponesi dovettero rinunciare a riprendere le Filippine, concedendo così agli Alleati un bastione cruciale sia per ostacolare il passaggio delle risorse essenziali provenienti dal Borneo e dall'Indonesia, sia da cui gli Alleati potevano lanciare un assalto finale all'arcipelago del Giappone.